# Centrul sportiv Håkons Hall

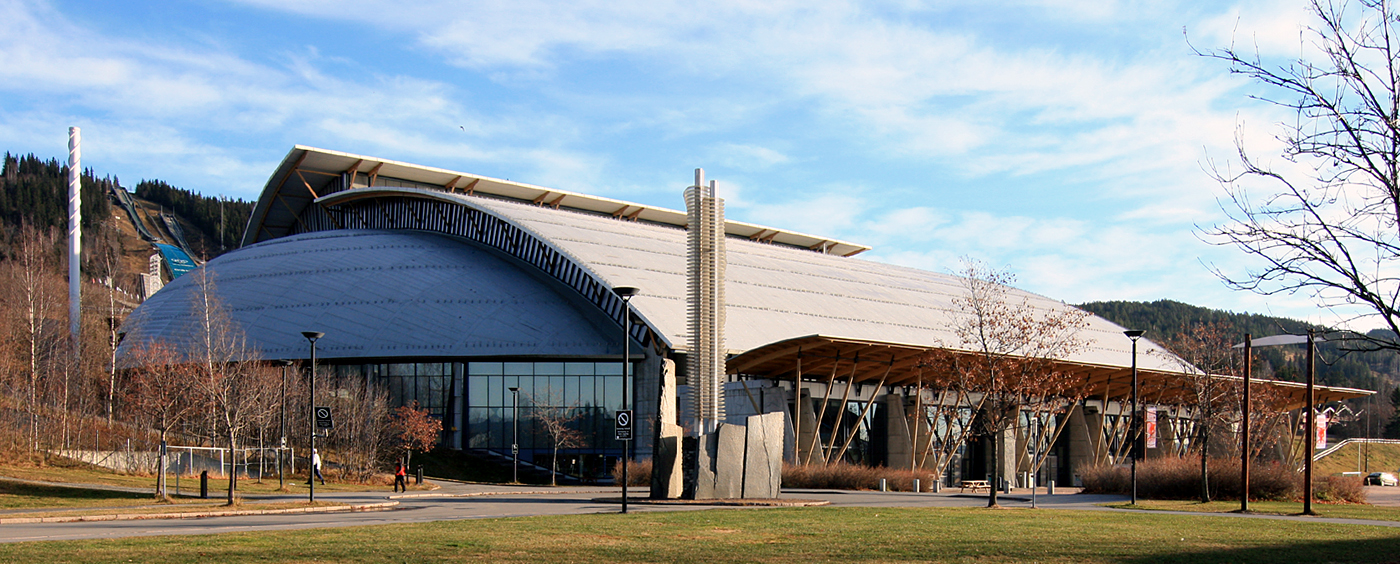
Centrul sportiv Håkons Hall

Centrul sportiv Håkons Hall este o arenă situată în Lillehammer, Norvegia. Cu o capacitate de 11500 de locuri, acest centru sportiv este cea mai mare arenă de handbal și hochei pe gheață din Norvegia. Sala a fost deschisă la 1 februarie 1993. A fost construit pentru a găzdui turneul de hochei pe gheață a Jocurilor Olimpice de Iarnă din 1994.

## Evenimente
- 2004 - a găzduit Concursul Muzical Eurovision Junior 2004